# Танцы майя
Танцы майя — хореографическое искусство мезоамериканской цивилизации майя. На основе заметок и хроник европейцев, прибывших в Центральную Америку в XV—XVI веках, хорошо изучен поздний период развития. Более ранние доклассический и классический периоды известны по малочисленным сохранившимся традициям и по скудным находкам археологии, поэтому изучены слабо. Из-за агрессивной политики конкистадоров и католической церкви, активно уничтожавших мезоамериканскую культуру, большая часть хореографического искусства майя не дошла до наших дней.
Довольно часто у цивилизации майя танцы, музыка и драматическое искусство составляли единое целое. Например, постановки «Рабиналь-ачи» и «Шахох киче-винак» всегда сопровождались хореографией. Самый известный из танцев майя — школомче.

## Характеристика
Танцы майя были неразрывно связаны с музыкой. Музыка майя редко была самостоятельным видом искусства, она часто сопровождала танцы и театральные представления, а также исполнялась при торжествах и официальных мероприятиях. В культуре цивилизации майя танцы занимали важное место. Европейцы, прибывшие на материк, были поражены разнообразием майяского хореографического искусства. Танцы могли исполняться как по праздникам, так и быть религиозными и просто повседневными. Часто с помощью танца майя хотели показать богам свою верность, прося от них щедрого урожая, обильных дождей или просто счастья для себя.
Также танец являлся мистическим общением танцоров и зрителей со сверхъестественным. Звуки барабанов, флейт, труб и других инструментов, вместе с пением, хлопаньем руками и завываниями, объединяясь с активными символическими движениями, были призваны порождать некую силу, которая побеждала злых духов .

## Разновидности танцев
У цивилизации майя существовало большое количество различных танцев для разных ситуаций. Автор «Сообщения из Кампокольче» рассказывает об очистительном огненном танце, а затем упоминает: «Было много других танцев, которых насчитывалось более чем одна тысяча видов, и они [индейцы] рассматривали это как чрезвычайно важную вещь. Чтобы увидеть их, собиралось очень много индейцев, иногда более пятнадцати тысяч человек. И они приходили посмотреть [на танцы] из мест, отстоящих более чем на тридцать лиг, потому что, как я уже говорил, они рассматривали их как чрезвычайно важное событие».

### Танец школомче
Из танцев майя нам наиболее известен школомче. Его описание у Ланды:

Два танца были особенно мужественны и достойны внимания. Один — это игра с тростником, почему они его называют «коломче», что и значит «тростник». Чтобы его исполнить, собирается большой круг танцоров вместе с музыкантами, которые им аккомпанируют. Следуя ритму [музыки], из круга выходят двое, один с пучком стеблей, и танцует с ними, держась прямо, другой танцует на корточках, оба согласно ритму круга (танцоров). Тот, который со стеблями, бросает их изо всей силы в другого, а последний с большой ловкостью отбивает их с помощью небольшой деревяшки. Кончив бросать, они возвращаются, следуя ритму, в круг, и танцуют другие, делая то же самое.
Таким образом, Ланда описал мирный танец и своеобразные спортивные соревнования. Однако, первая песнь в сборнике из Ц’итбальче описывает танец по-другому. Согласно Ц’итбальче, в начале танца на главную площадь селения выходят молодые и сильные юноши для состязания в танце-коломче. Посреди площади стоит мужчина, привязанный к каменной колонне и раскрашенный синей краской. Кроме того, он головы до ног усыпан цветами-бальче, в том числе они украшают его руки, ноги и другие части тела.
После этого песнь обращается к нему:

Смягчи свою душу, прекрасный муж, ты отправляешься на небо, чтобы увидеть лицо своего отца. Тебе не надо возвращаться сюда, на землю, под оперением маленького колибри или под шкурой прекрасного оленя, ягуара или маленького фазана. Обрати душу и мысль исключительно к своему отцу. Не бойся, нет плохого в том, что тебя ожидает. Прекрасные девушки сопровождали тебя в твоем шествии от селения к селению.
Далее песня описывает прибытие знати и чиновников на площадь: хольпопа, ах-кулеля, жреца, накона, батаба и др. После этого вновь идёт обращение к связанному: «Смейся, хорошенько смягчи свою душу, потому что ты будешь тем, кто принесет голос твоих земляков нашему прекрасному владыке, находящемуся там, на небе…».
Далее песня обрывается.
Из описания следует, что связанную жертву будут приносить в жертву Богу Солнца, которому молятся жители селения Ц’итбальче. Выходит, что либо Ладна скрыл истинный смысл обряда, что маловероятно, либо его специально ввели в заблуждение. Однако не обязательно, что информатор соврал — он лишь описал подготовительные игры для участников обряда. Так как Ланда описал броски тростинок, вероятно, что в ходе основной части жертву умерщвляли стрелами, копьями, либо же дротиками. Осуществляющий бросок — исполнитель обряда.
В одном из храмов Тик’аля — Храме масок — приблизительно за 700 лет до написания «Песен из Ц’итбальче» неизвестный художник с помощью техники сграффито оставил рисунок, имеющий отношение к рассматриваемому танцу.
На рисунке изображены два столба на небольшом помосте. К ним привязан за руки пленник, в нижней части груди которого торчит копье или стрела. Справа от помоста изображён вооружённый луком или копьеметалкой воин в шлеме в виде человеческой головы. Слева от жертвы находится женщина в пышном головном уборе. По одной версии руки женщины разведены в знак удивления, но другой же она хлопает в ладоши, подбадривая участников. Действующих лиц на изображении всего три — жертва, исполнитель ритуала и зрительница, второй и третий персонажи изображают большие массы людей. Сцена передана живо и динамично, несколькими сильными штрихами, без мелких деталей.
Иероглифические рукописи ацтеков, миштеков и других народов Центральной Америки сохранили упоминания и похожих обрядах. Яснее всего это отображено у ацтеков, хотя и там о жертвоприношениях и особенностях обрядов говорится кратко, а тексты гимнов вообще не дошли до нашего времени.
Стоит упомянуть одно из празднеств ацтеков, проходившее в месяце Тлакашипехуалистли (ацт. «сдирание мяса с человеческих костей») в честь бога весенней растительности Шипе-Тотека и богини плодородия Тласольтеотль. Во время него проводился особый ритуал — пленника привязывали к столбам, расположенным на высоком помосте, а вооружённые луками или копьеметалками жрецы убивали его. Название обряда — тлакакалилистли. Согласно мнению одних исследователей, цель ритуала — призыв к земле, спящей после долгой зимы, пробудится и снова расцвести. Поэтому, как они считают, праздники и называются «Малое пробуждение» и «Большое пробуждение». Другие же учёные исходят из фразы ацтекских жрецов, которые исполняли ритуал: «Мы хотим соединить землю с тобой» и видят в обряде символическое совокупление жертвы с матерью-землей, то есть с богиней Тласольтеотль. Однако есть и третья точка зрения, что обряд — магия призывания влаги, так как капли крови, стекающие по телу раненого, уподоблялись животворным каплям дождя. Также есть четвёртый взгляд на ситуацию — пауни, племя из Северной Америки, посвящало подобный обряд богине утренней звезды, а обряд ацтеков имеет тот же смысл, но относится к более раннему периоду. Таким образом, научный консенсус относительно точного значения танца пока не найден.
Теперь стоит вернуться к обряду майя и взглянуть на песнь № 13 из сборника, созданного в Ц’итбальче. Она также относится к обряду-школомче, о котором говорилось в первом стихотворении. Здесь уже внимание уделено исполнителю обряда, а сама песнь носит название «Песни стрелка из лука». Певец обращается к умелому охотнику, призывая его пройтись трижды быстрым танцем по лесной опушке, дабы он принял участие в охоте на дичь. В песни видно традиционный индейский поэтический язык — под охотником скрывается совершающий обряд, под дичью — жертва, а под охотой — сам танец школомче. Зачем автор красноречиво описывает охотника — какой у него уверенный взгляд, меткий глаз, хороший лук и заострённый наконечник стрелы, а перья на древках стрел тщательно приклеены смолой катцим, а также восхваляются другие его черты. Так, описывается, как подготавливаясь к охоте, лучник тщательно натёр себя жиром оленя-самца.
Затем начинается сам танец-обряд, в ходе которого автор даёт охотнику наставления:

Соверши три быстрых круга вокруг раскрашенной каменной колонны, той самой, к которой привязан мужественный юноша, незапятнанный, целомудренный человек. Сделай первый круг, на втором — схвати свой лук, наложи дротик и прицелься ему в грудь. Не нужно вкладывать всю силу, чтобы поразить его, [не нужно] наносить ему глубоких ран на теле. Надо, чтобы он мог страдать медленно и понемногу, потому что так пожелал прекрасный владыка. На втором круге, который ты будешь делать вокруг этой голубой каменной колонны, при втором круге, пусти стрелу второй раз. Это ты должен совершить, не переставая танцевать, потому что так это делают хорошие воины-щитоносцы, мужи, которые выбираются, чтобы порадовать взор нашего молодого владыки-бога. Как показывается солнце над лесом с востока, так начинается песня стрелка-лучника.
Последняя фраза добавлена переписчиком: «Воины-щитоносцы выполняют все это».
Исходя из анализа песни делаем вывод, что воины, двигаясь в танце вокруг колонны, где привязан пленник, стреляют в него из луков. Как и другие племена Центральной Америки, майя предпочитали не убивать пленника сразу, а продлевать его мучения на максимальный срок. Об этом же говорит и символическая роль голубой/синей краски, к которую окрашивали колонну и пленника, а также такого цвета были и украшающие его цветы-бальче. Обычно в такой оттенок майя окрашивали камни, предназначенные для прорицаний, статуи божеств, комки благовоний (рот), которые бросали в Сенот жертвоприношения Чичен-Ицы, и др. Также в жертву приносились игуаны голубого цвета, что может указывать на правоту Ж. Женэ, который связал этот обычай с культом Ицамны.
Ланда всё-таки упомянул этот обычай, но уже в другой части «Сообщений о делах в Юкатане». Песни № 1 и 13 из «Песен из Ц’итбальче», которые были проанализированы ранее, облегчают понимание отрывка:

Когда наступал день [жертвоприношения], они собирались во дворе храма, и если его надлежало принести в жертву стрельбой из лука, его раздевали догола, мазали тело лазурью [и одевали ему] убор на голову. Приблизившись к демону, народ исполнял торжественный танец с ним, все с луками и стрелами, вокруг столба, и, танцуя, поднимали его на нем и привязывали, все время танцуя и все смотря на него. Поднимался нечистый жрец, одетый и со стрелой, была ли это женщина или мужчина, ранил его в скоромную часть, извлекал кровь, спускался и смазывал ею лицо демона, сделав определенный сигнал танцующим. Они начинали пускать в него стрелы по очереди, когда, танцуя, проходили с быстротой; сердце же его было отмечено белым знаком, и таким образом они превращали всю его грудь в мишень, [выглядевшую] как щетина из стрел.
Следы подобных жертвоприношений обнаружены и в других регионах, населённых майя. Так, Торквемада упоминает, что испанцы, которые высадились в Кампече, обнаружили «три вкопанных в землю столба, три другие балки пересекали их, а почва вокруг была усеяна дротиками и стрелами, покрытыми кровью и ещё влажными».
Танец-коломче (или школомче) был не настолько невинным, как это предполагал Ланда. Перед обрядом проходила как подготовка воинов к нему, так и другие церемонии, как показ жертвы жителям селений и некоторые другие. Кроме того, жертвоприношение не связывалось с конкретным культом. Посвящалось оно различным божествам: Солнца (в Ц’итбальче), Тласольтеотль, Тлахуискальпантекухтли (богу утренней звезды), Шипе-Тотеку (у ацтеков) и др..

### Танцы воинов
Ланда также упоминает ещё один традиционный массовый танец майя — holcan okot (танец воинов) или bateel okot (военный танец). Танец исполнялся в год с носителем Мулук, кроме того, он исполнялся перед наконом в месяце Паш-Шор. Участниками танца были от 800 воинов с небольшими флажками в руках. Широкие шаги и повороты были основой танца. Как отмечает Ладна, несмотря на такую массовость, действия были слаженными и никто не смел нарушать ритм. Похожие танцы были традиционными для племён киче (танцы teleche, oxtun), цутухили (танец lojtum) и какчикели (танцы izal tu, xqul).
Также у майяских воинов был особый танец, который они исполняли со своими боевыми щитами в руках.

### Танец огненного очищения
В год с носителем Кавак майя исполняли обрядовый танец огненного очищения. Так как подобный год считался несчастливым и опасным, майя считали необходимым проводить своеобразную апотропеическую церемонию — то есть отгоняющую зло. Хронисты сохранили несколько описаний обряда, мы же остановимся на наиболее подробном и ярком, которое сделал не раз упомянутый здесь Ланда:

Они делали во дворе большой свод из дерева и наполняли его дровами сверху и по бокам, оставив среди них проходы, чтобы можно было войти и выйти. После этого многие мужчины брали связанные пучки прутьев, очень сухих и длинных; поместившийся сверху дров певец пел и извлекал звук из своего барабана, а бывшие внизу все танцевали с большой согласованностью и благоговением, входя и выходя через проходы этого деревянного свода. Таким образом они танцевали до вечера и, оставив там каждый свою связку, уходили в свои дома отдохнуть и поесть. С наступлением ночи они возвращались и с ними множество народа, ибо у них эта церемония очень уважалась. Взяв каждый свой пучок, они зажигали их, и каждый в свою очередь зажигал ими дрова, которые сильно пылали и быстро сгорали. Когда оставались одни пылающие угли, они выравнивали их и разбрасывали очень широко. Те, кто танцевал, собирались, и некоторые брались пройти босыми и голыми, как они ходили, по этим пылающим угольям с одной стороны на другую. Некоторые проходили без вреда, иные обжигались, иные наполовину сгорали. Это они считали средством от своих несчастий и дурных предзнаменований и думали, что этот обряд очень приятен их богам.— Диего де Ланда

### Танец Шибальбы
В том же году, что и предыдущий, у майя исполнялся ещё один танец апотропеического характера — xibalba okot — буквально «танец Шибальбы».
Аналогичные ритуальные танцы — mamatlauitcoa и netecuitotilizili — существовали у ацтеков. Исполнялись они во время празднеств, посвященных богу огня Шиухтекухтли и богине Ишкосаухки.

### Особые танцы
Большинство танцев исполнялись именно мужчинами, существовали и танцы, исполняемые совместно мужчинами и женщинами — это yuculru, ximbal, mach lambali okot, ba olal cuxtel. Были также и танцы чисто женского исполнения — naual, tan okot или than okot, xaquilo или xaquilio.
Существует ещё один особый танец, который упомянул Ланда в описании празднеств года с носителем К’ан. Его исполняли старухи в специальных одеяниях. Название танца неизвестно, ровно как и название танца, исполнявшегося в год с носителем Мулук. В этом году в честь бога Йаш-Коках-Мут индейцы приносили в жертву глиняных собак с хлебом на спине, «а старухи должны были танцевать с ними в руках и приносить ему в жертву собачку, которая имела бы чёрную спину и была бы девственной». В «Мадридском кодексе» (35б, 36б, 37б) в изображениях к ритуалу года Мулук можно заметить этих собак.
У майя был также танец читик, который исколняли, стоя на ходулях. Иллюстрация его есть в «кодекса Тро-Кортесианус».

### Танцы по профессиям
У майя были танцы, связанные с конкретными профессиями или общественными группами. Есть сообщения о танце рыбаков chohom, также о танце охотников, связанном с их праздником, который повлиял на появление в дальнейшем танца оленя. В месяце Во у майяских жрецов был свой праздник росат, в период проведения которого они несколько раз исполняли танец okot uil — «танец месяца», или «танец лягушек». Следующий день был праздником лекарей и колдунов, которые собирались в этот день со своими жёнами в доме одного из участников. После традиционных молитв майяским богам и соответствующих ритуалов они вместе с жёнами исполняли танец chantunyah (вероятно, chac-tunyah— «большая рана»), особенностью которого было наличие на плечах свёртка с орудиями профессии. По завершении танца, предварительно разделившись на группы по полам, они направлялись на пир.
Также упоминается танец знати tankitam, схожий с танцем нетакуитотило у ацтеков, и танец торговцев — polomkay.

### Эротические танцы
Для цивилизации майя были традиционными и танцы эротического характера, связанные с различными культами плодородия — booyal, booyol che, kay mam (kayman), mam okot, max okot, cicijodal, cicijotal, cocokay nicte, okot muane, muare, tanuinam, tu, tzoo и др. — словари называют их «дурными, запрещенными, непристойными», а также умалчивают их описание. Ланда коротко упоминает «не очень скромный таней наваль», который исполняют обнажённые мужчины и женщины. Танец zono, описание которого предоставляет Алонсо де Понсе, — майяский вариант центральномексиканского празднества в честь бога весны, песен и танцев Макуильшочитля.
Виктор фон Хаген упоминает эротический танец нуауль, который шокировал католического монаха.

### Танцы «животного мира»
У майя были танцы, носящие названия животных — птиц, либо же насекомых, имитирующие движения представителей животного мира. Это такие танцы, как сатиси — «наш голубь», сих — «двуутробка», xtzul, ixtzul (рус. ишцуль) — «сороконожка», iboy (рус. ибой) — «броненосец», ререт — «бабочка», пууй — сова, куш — ласка, puhuy — «ночная ласточка», tzolchich и др. Связано ли это с некими тотемистическими представлениями, сказать трудно, ведь кроме названий, о танцах ничего не известно. В 5 главе II части эпоса «Пополь-Вух» упоминается танец из этой группы — hunahpu-coy — «обезьяны Хун-Ахпу». Этот танец исполнялся и в постколониальный период в горной Гватемале. Участники надевали на лица маски обезьян, а также сопровождали танец пением.

## Более ранние периоды
Выше были описаны все известные данные о хореографическом искусстве майя позднего периода. О танцах доклассического и классического периода известно мало, возможно они были схожи с приведёнными, а возможно предшествующая танцевальная культура была намного богаче.
О танцах раннего периода можно судить по изображениям на стелах. Стоит упомянуть и о статуэтках и других изделиях, которые изображали майяских танцоров. Они сохранились даже с доклассического периода. Естественно, также и с классического. Существует и подобное отображение и танцев позднего периода. В Тикале в середине XX века была найдена нефритовая статуэтка, изображающая танцора раннеклассического периода. На верхней части 36 листа Мадридской рукописи можно заметить танцора на ходулях. Вероятно, что фигуры в верхнем ряду 28 листа изображают танцоров. Изображения танцоров также часто встречаются на домах в Тикале.